# Carlota Luisa de Godoy y Borbón

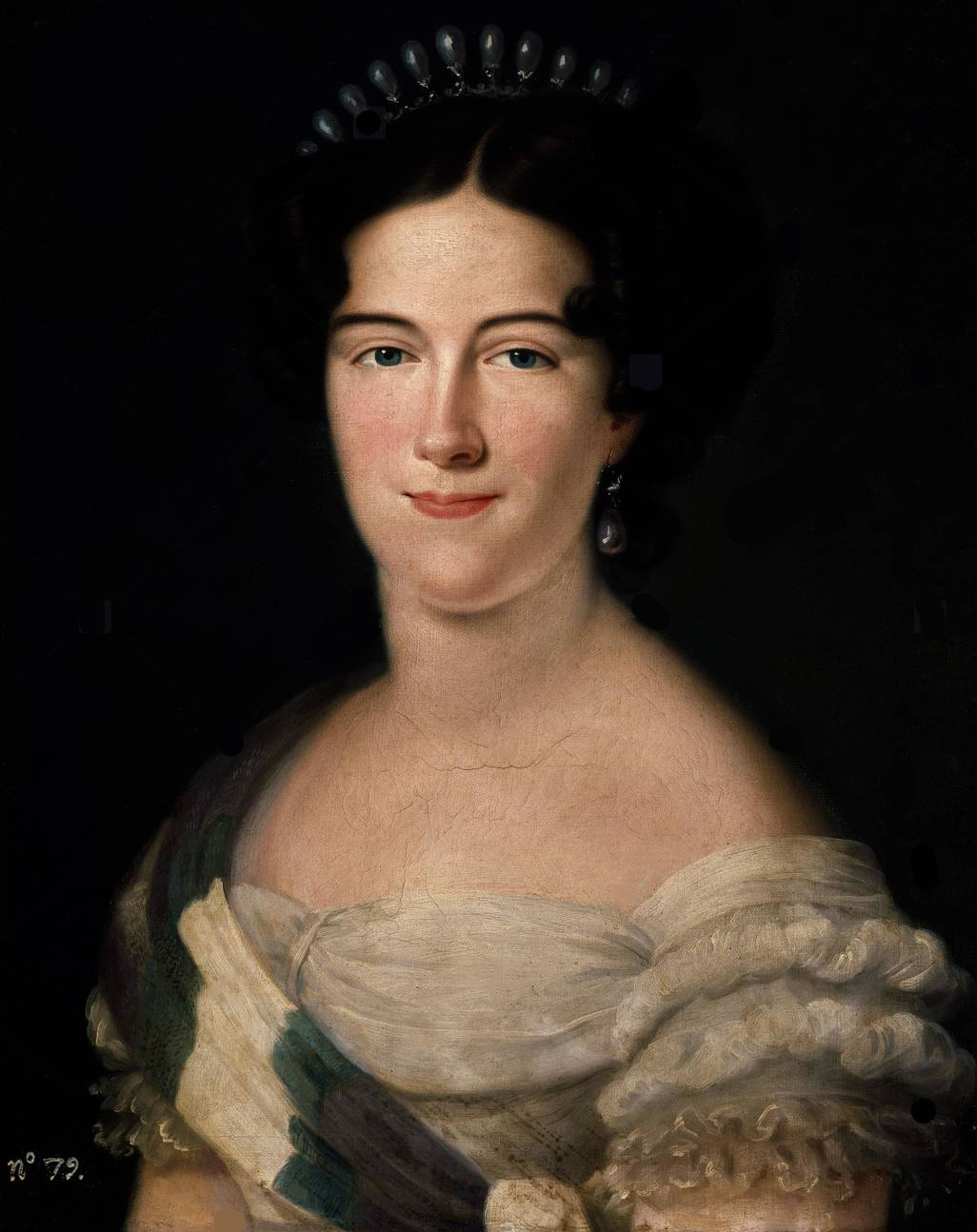
Carlota Luisa de Godoy y Borbón – Porträt von Luis de La Cruz y Ríos (1817)

Carlota Luisa de Godoy y Borbón (* 7. Oktober 1800 in Madrid; † 13. Mai 1886 in Paris) war eine spanische Gräfin. Sie war das einzige Kind von Manuel de Godoy und María Teresa de Borbón y Vallabriga. Zu ihren wichtigsten Titeln gehörten diejenigen einer 16. Gräfin von Chinchón (seit 1831), der einer 2. Herzogin von Sueca (seit 1830) und der der 2. Markgräfin (marquesa) von Boadilla del Monte (seit 1853).

## Biografie
Da ihre Mutter sich wegen ihres Hasses auf ihren untreuen und ungeliebten Ehemann nur wenig um ihre Tochter kümmerte, verbrachte Carlota Luisa ihre ersten Lebensjahre am Hof des spanischen Königs Karl IV. in Madrid; dieser und seine Gemahlin María Luisa waren auch ihre Taufpaten. Über ihr Leben nach der Abdankung Karls IV. im Jahre 1808 ist so gut wie nichts bekannt; der neue König Ferdinand VII. war jedenfalls ein erbitterter Gegner Manuel Godoys und in der Folge auch von dessen Familie. Sie erhielt keine Erlaubnis in ein europäisches Herrscherhaus einzuheiraten – so wurde im Jahre 1821 eine Ehe mit dem Deutsch-Italiener Camilo Ruspoli von Khevenhüller-Metsch vereinbart, die am 8. November in Rom geschlossen wurde. Camilo Ruspoli stand als Dragoneroffizier in Diensten des Papstes, doch gingen nach der Hochzeit die Titel seiner Frau auch auf ihn über.
Im Jahre 1829 – ein Jahr nach dem Tod ihrer Mutter – verfügte Ferdinand VII., dass die Hälfte des beschlagnahmten Vermögens von Manuel Godoy an seine Tochter Carlota Luisa zurückgegeben werden solle. Außerdem erhielt sie – als einzige Nichte – das Erbe ihrer im Jahr 1846 kinderlos verstorbenen Tante María Luisa de Borbón y Vallabriga.
Carlota Luisa de Godoy y Borbón starb am 13. Mai 1886 in Paris im Alter von 85 Jahren.

## Nachkommen
Aus der Ehe zwischen Carlota Luisa de Godoy y Borbón und Camilo Ruspoli von Khevenhüller-Metsch gingen zwei Kinder hervor:
- Adolfo Ruspoli y Godoy (* 28. Dezember 1822 in Bordeaux; † 4. Februar 1914 in Paris), Herzog von Alcudia
- Luigi Ruspoli y Godoy (* 22. August 1828 in Rom; † 21. Dezember 1893 in Florenz), Marqués von Boadilla del Monte